# Buitinga griswoldi
Buitinga griswoldi är en spindelart som beskrevs av Huber 2003. Buitinga griswoldi ingår i släktet Buitinga och familjen dallerspindlar.
Artens utbredningsområde är Uganda. Inga underarter finns listade.